# Omroep Gelderland

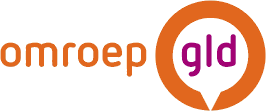
Logo Omroep Gelderland

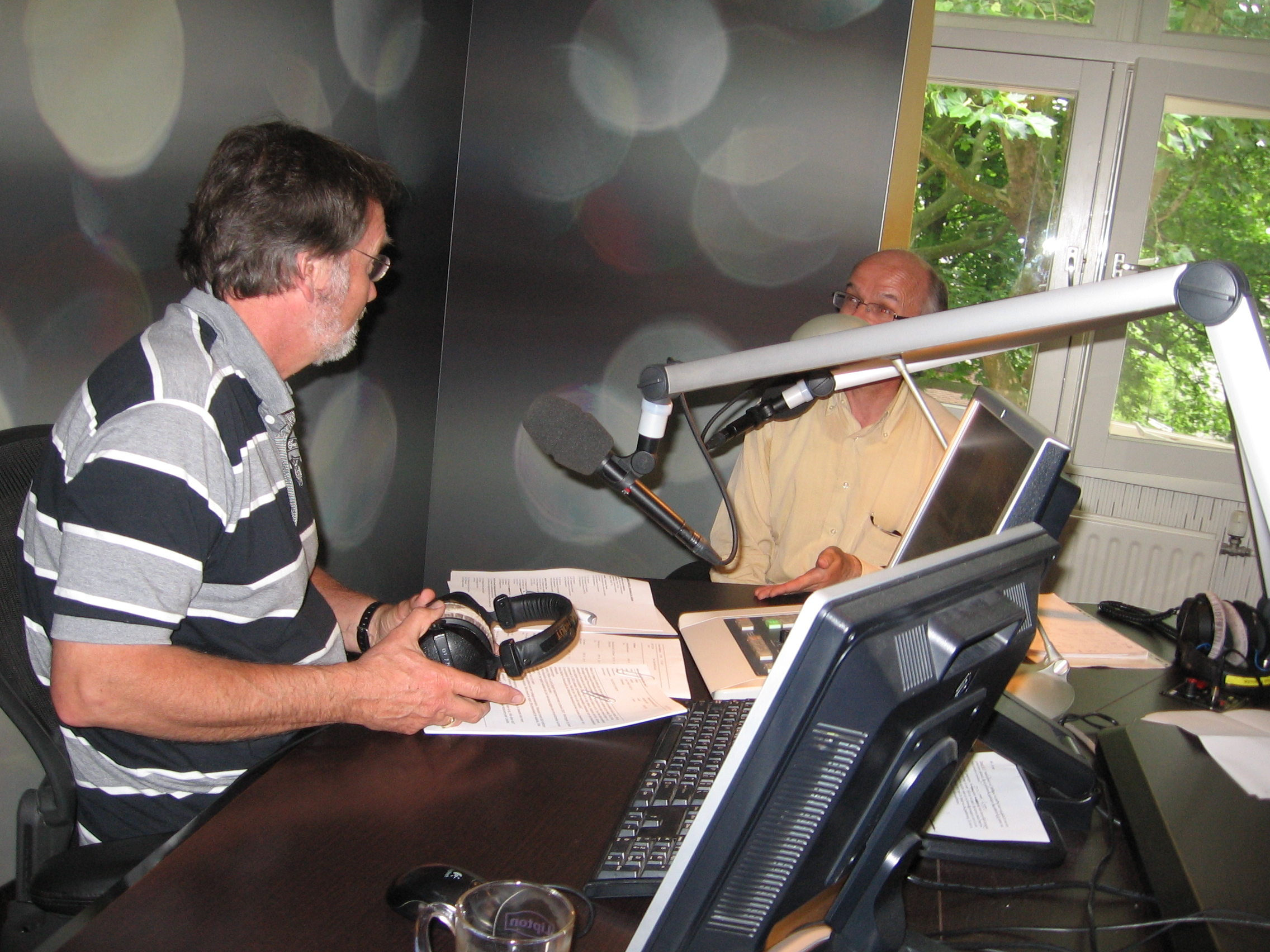
Blick ins Studio, 2013

Omroep Gelderland ist der öffentlich-rechtliche Lokalrundfunk und Notinformationssender (niederl.: „Rampenzender“) der niederländischen Region Gelderland und besteht aus den Teilen Radio Gelderland, TV Gelderland und der Internetpräsenz GLD.nl. TV Gelderland erreicht täglich 232.000 Zuschauer.
Die am 1. Mai 1985 in der Provinzhauptstadt Arnhem (Rosendaalseweg 704) gegründete Rundfunkanstalt hatte 2021 ca. 172 Mitarbeiter. Omroep Gelderland entstand als Abspaltung von Radio Oost, der neben der Provinz Overijssel bis 1985 auch für die Provinz Gelderland zuständig war.
Omroep Gelderland wird landesweit über Kabel, DSL und Glasfaser empfangen. Des Weiteren wird das Programm auf einem geteilten Kanal via dem DVB-T-Netzwerk von Digitenne und via Satellit im Familienpaket von Canal Digitaal verbreitet.

## TV Gelderland
Die bedeutendste Sendung des Fernsehangebots von Omroep Gelderland ist GLD Nieuws. Diese Nachrichtensendung dauert ca. 15 Minuten und wird um 17.00 Uhr ausgestrahlt und auch am Abend jede Stunde wiederholt.

## Radio Gelderland
Im Radioprogramm von Omroep Gelderland befinden sich Nachrichten, Informations- und Musiksendungen. Um die Mittagszeit kann man die Radiomoderation auch live im Fernsehen verfolgen. 125.000 Zuhörer jeder Altersgruppe finden sich täglich ein. Mit einem Marktanteil von 9,1 % ist Omroep Gelderland eine der meistgehörten Radiostationen der Niederlande.

## Internet
Im Internet zeigt sich Omroep Gelderland mit der Website gld.nl. Die Inhalte lassen sich auch mit einer eigenen Mobiltelefon-App abrufen. Auch in den Sozialen Medien zeigt der Sender Präsenz. Er macht sich zudem zur Aufgabe Neuigkeiten zunächst online zu veröffentlichen und danach für Radio und Fernsehen aufzubereiten.